# Relógio da Fonte Pública
O Relógio da Fonte Pública é um bem tombado localizado no município de Nossa Senhora do Livramento, no Mato Grosso.
O poço do relógio, conhecido como Fonte Pública, foi concebido e realizado pelo Frei Salvador Rouquete. O monumento foi construído com o objetivo de alojar a fonte d'água que existia no local, visto que, na época as residências não dispunham de água encanadas.
A obra foi resultado do empenho de Júlio Strübing Müller, então Governador do Estado, Maria de Arruda Müller, Presidente da Legião Brasileira de Assistência), Emiliano Monteiro da Silva, então Prefeito Municipal, e de Lecínio Monteiro da Silva, então Deputado Estadual e Político de Renome no Estado. A inauguração aconteceu em 1945.
Em dezembro de 2000, A construção foi tombada como patrimônio histórico do Estado de Mato Grosso através de projeto de lei de autoria do então deputado Carlos Brito.